# Клифърд Саймък
Клѝфърд До̀налд Са̀ймък (на английски: Clifford Donald Simak, IPA /ˈsɪmək/, Сѝмък) е американски автор на научна фантастика.
Удостоен е от читателите с 3 награди Хюго, а от колегите си с награда Небюла. Той е третият получил Мемориална награда Гранд Мастър на името на Деймън Найт от Организацията на авторите на научна фантастика и фентъзи на Америка през 1977 г.

## Биография
Клифърд Доналд Саймък е роден в Милвил, Уисконсин, в семейството на Джон Люис и Маргарет (Уайсман) Саймък. На 13 април 1929 г., се жени за Агнес Кюхенберг и имат две деца Скот и Шели. Саймък посещава Уисконсинския университет, а по-късно работи в различни вестници в Средния запад. През 1939 г. започва работа в Минеаполис Стар енд Трибюн, където работи до оттеглянето си през 1976 г. През 1949 г., става редактор на вестника, а през 1961 г. – координатор на Минеаполис Трибюн Сайънс Рийдинг Серийс (поредица печатни издания за научна фантастика). Саймък е харесван от колегите си и поддържа особено добри отношения с Айзък Азимов. Саймък умира в Минеаполис на 25 април 1988 г.

## Кариера
Саймък започва да проявява интерес към научната фантастика след като прочита творбите на Хърбърт Уелс като дете. Започва да пише за пълп списания през 1931 г., но през 1933 се отказва. Единственото научнофантастично произведение, което успява да публикува в периода 1933-37 г. е „Творецът“ – внушителна история с религиозни загатвания, които са рядкост по това време в научната фантастика.
В края на 1937 г., когато Джон У. Кемпбъл започва да ръководи „Астординг сторийс“ Саймък започва редовно да праща истории на списанието през периода на Златния век на научната фантастика (1938 – 1950). Първите му публикации, като „Космическо инженерство“ (1939), са в стила на по-ранния супернаучен поджанр доведен до абсолютна съвършеност от Едуард Смит, но впоследствие развива свой собствен стил, който обикновено се описва като внимателен и пасторален. Типичното извънземно на Саймък е най-вероятно да бъде видяно да седи на верандата в провинциалния Уисконсин и да пие бира с главния герой, отколкото да завладява Земята. В същия този период Саймък публикува и военни и уестърн истории в пълп списания. Едно от най-известните му произведения от този период е „Градът“ (1952) – сборник с разкази с общата тема за изселването на човека от Земята. Повестта „Големият преден двор“, излязла през 1958 г. е наградена с награда Хюго.
През 50-те и 60-те Саймък пише творби с много номинации за различни награди. Въпреки това през 70-те качеството на по-дългите му произведения спада заедно с влошаването на здравето му, а разказите му все още са добре посрещани. С помощта на приятел продължава и през 80-те да пише и издава научна фантастика, а също така и фентъзи. Той вярва, че научната фантастика, която не се придържа към научните факти е причината за неуспеха на жанра да се приеме сериозно и заявява целта си – да направи научната фантастика част от това, което нарича „реалистична фантастика“.

## Основни теми
Историите на Саймък често включват няколко основни идеи и теми. Преди всичко това е мястото, където се развива действието – провинциален Уисконсин. Свадлив индивидуалист от горските пущинаци е задължително свързан с мястото, като най-яркия пример в Хирам Тейн от „Големия преден двор“. Кучето на Хирам Тоусър (понякога Боусър) също е запазена марка на Саймък и се среща в много от историите му. Но провинциалната обстановка не винаги е идеалистична като в този случай; в „Пръстен около слънцето“ в нея властват нетолерантност и изолационизъм.
Често срещана е идеята, че няма минало, към което да се върне пътешественикът във времето. Вместо това светът ни се движи паралелно с времевия поток и да отидеш в различно време означава да отидеш в друг свят. Затова в „Градът“ Земята е завладяна от мравки и кучетата и малкото останали хора се спасяват в други светове във времевия поток. В „Пръстен около слънцето“ преследваните паранормални избягват на други Земи, които, ако можеха да бъдат видени едновременно, щяха да са на различна точка от орбитата си, от където идва и заглавието. Във „Времето е най-простото нещо“ паранормал избягва от тълпа като се връща назад във времето, за да разбере, че миналото е място, където няма нищо живо и има само неодушевени предмети.
Пътуването във времето играе важна роля в изкусно изградения роман „Отново и отново“. Отдавна изгубен космически пътешественик се завръща със съобщение, което е с научнофантастично съдържание, но все пак с религиозен тон. Той корабокрушира на планета, където е подхранван от неосезаеми двойници – духове? души? – които съпътстват всяко съзнателно същество през живота му. Обърканите му наблюдения са присвоени от религиозни фракции и се стига до схизма, която заплашва да прерасне във война на Земята.
Интелигентността, лоялността и приятелството, съществуването на Господ и душите, неочакваните ползи и вреди от изобретенията и предметите като продължение на човечеството и още въпроси са изследвани от Саймъковите роботи, които той използва като „заместители на хората“. Роботите му са приятни механични хора, но преобразени по невероятен начин. Когато достигат интелигентността, роботите започват да се занимават с въпроси като „Защо сме тук?“ и „Имат ли роботите души?“. Примери са верният иконом Дженкинс в „Градът“, религиозния робот Йезекил в „Изборът на боговете“, роботите-граничари в „Специална доставка“ и „Наследството на звездите“ и приличния на монах робот в „Проект „Папа““, който търси Раят.
Интересът на Саймък към роботите отива най-далеч във „Всички капани на Земята“. 600-годишен робот е семеен адвокат спечелил името Ричард Даниел е считан за движима собственост и е въпрос на време да бъде препрограмиран и да изгуби всичките си спомени. Роботът избягва, пътува на стоп на космически кораб и минава през хиперпространството незащитен. Даниел развива способността да вижда и поправя проблемите във всичко (кораб, робот, човек) чрез телекинеза. Въпреки това все още е преследван като избягал роб. Най-накрая спира на гранична планета и намира целта си – да помага на първите заселници като доктор, слуга, колонизатор и приятел. Тук Даниел има прозрение – човешките същества са много по-умни, отколкото си мислят. Създадените от хората роботи, ако бъдат освободени, могат да станат агенти с пара-човешки способности, които директно или индиректно да помагат на човечеството. Така роботите и човекът избягват от „всички капани на Земята“.
Религиозната тема е често срещана в творчеството на Саймък, но протагонистът, който търси бог в традиционния смисъл, често намира нещо по-абстрактно и нечовешко. Йезекил от „Изборът на боговете“ не може да приеме това – „Бог трябва да бъде вечен, мил стар (човешки) джентълмен с дълга бяла брада“.
Разказите и новелите на Саймък се простират от съзерцателна и замислена идилия до чист терор, а хуморът в тях е занижен по характерен начин. Примери са „Лека нощ, Господин Джеймс“ и „Престрелка“. Има и няколко хумористични истории, от които най-успешна е „Големия преден двор“. „Междинна станция“ е по средата между научната фантастика и психологическо изследване на много самотен човек, който трябва да се помири с миналото си и в крайна сметка успява, но не и без загуби. Съзерцателната натура на героите на Саймък е отличителна черта на темата и стила на втора.
Много от извънземните имат суховато, неземно чувство за хумор, а други са непреднамерено забавни чрез речта си или външния вид. Същото важи и за роботите и за кучетата. В контраст на това неговите „герои“ са кръгли нули. Протагонистите често са скучни хора, никога не са описани и нямат повторни появявания. Те разрешават проблемите чрез бъркотия и ако се влюбят в „момичето“ (което също не се описва) е случайно. Един от редакторите на Саймък възразил веднъж, че героите му са „загубеняци“, а автора отвърнал „харесвам загубеняци“.
Важността на знанието и състраданието са засегнати в „Имигрант“ и „Детска градина“ Самоличността играе важна роля в „Лека нощ, Господин Джеймс“ (филмиран през 1964 г., като част от поредицата „До краен предел“ със заглавие „Двойникът“). Измислиците оживяват в „Шоу със сенки“ и на други места като романа „Изгубили разсъдък“. Бунтът на машините е пресъздаден в „Престрелка“, а ужасяващата среща с извънземен свят в разказа „Плацдармът“ (познат и като „Повече няма да се прибереш“).
Саймък оставя мистерията неразгадана в творбите си. „Не само, че вселената е по-странна от колкото си представяме. Тя е по-странна от колкото изобщо можем да си представим“ е фраза, погрешно приписвана на Артър Стенли Едингтън. Героите на Саймък, срещнали извънземни същества и концепции, не могат да ги разберат и никога няма да могат. Например в „Специална доставка“ хората са преследвани от Виещия, който се оказва огромно подобно на вълк същество, което вие безкрайно тъжен вой. Те никога не научават какво е това същество, защо изглежда тъжно или как се е появило.
Саймък прави преглед на творчеството си в предисловието към „Престрелка“. След като обяснява кои теми избягва (без огромни извънземни инвазии, без космически войни, без имперски саги) той заявява „Като цяло писах спокойно; има малко насилие в творбите ми. Фокусирах се върху хората, а не върху събитията. Често се спирах на нотката на надежда... Опитвах на моменти да говоря за благоприличие и състрадание, за разбирателство не само в човешки, но и в космически аспект. Опитвах се от време на време да поставя хората в перспектива срещу обширността на времето и пространството. Бях загрижен за това накъде са се запътили като раса и какво може да е целта на вселенския план – ако изобщо има цел. Като цяло смятам, че има и вероятно е важна“.

### Сборници
- „Странници във вселената“ – Съдържание: „Target Generation“, „Мираж“, „Плацдармът“ (познат и като „Повече няма да се прибереш“), „Отговорите“, „Ретроградна еволюция“, „Оградата“ и „Шоу със сенки“ (издаден 1956; съдържанието е изменяно през 1957 и 1958; изданието с меки корици съдържа 7 от общо 11-те раказа)
- „Творбите на Клифърд Саймък“ (1960)
- „Чужденци за съседи“ (1961; Британското издание на „Творбите на Кливърд Саймък“)
- „Всички капани за Земята и други истории“ – Съдържание: „Всички капани на Земята“, „Лека нощ Господин Джеймс“, „Мъртъв“, „Седящите“, „Разсрочено плащане“ и „Условия за назначаване“ (1962; съдържанието е променено през 1963)
- „Други творби на Клифърд Саймък“ – Съдържание: „Прашната зебра“, „Тайнственият мистър Стийн“, „Намирането на татко“, „Походът на идиотите“, „Смъртна присъда“ и „Зеления палец“ (1962)
- „Нощта на Пудли“ (1964 – Британското издание на „Всички капани на Земята и други истории“)
- „Светове без край“ – Съдържание: „Светове без край“, „Космическия Ван Гог“ и „Пълен Цикъл“ (1964)
- „Най-добрите научно-фантастични разкази на Клифърд Саймък“ (1967)
- „Толкова ясно видение“ – Съдържание: „Златните буболечки“, „Leg. Forst.“, „Толкова ясно видение“ и „Галактически сандък“ (1968)
- „Най-доброто от Клифърд Д. Саймък“ – Съдържание: „1939: Лудост от Марс“, „1940: Чистачка за слънчеви петна“, „1958: Седящите“, „Топче самота“, „1960: Последните джентълмени“, „1961: Лекарство – пушка“, „1963: Ден на примирие“, „1965: Малък елен“, „1970: Нещото в камъка“ и „1971: Есенната земя“ (1977)
- „Престрелка: Най-добрите научно-фантастични разкази на Клифърд Д. Саймък“ – Съдържание: „Сгушено място“, „Дезертьорство“, „Престрелка“, „Лека нощ, Господин Джеймс“, „Седящите“, „Големия преден двор“, „Всички капани на Земята“, „Нещото в камъка“, „Есенната земя“ и „Духът на модел Т“ (1977)
- „Брат и други истории“ (1986)
- „Снимката от маратона и други истории“ (1986)
- „Вън от планетата“ – „Хангар за строителна техника“, „Човекоядци“, „Наблюдателят“, „Светът, който не може да бъде“, „Театърът на сенките“ и „Мираж“ (1989)
- „Есенната земя и други истории“ (1990)
- „Имигрант и други истории“ (1991)
- „Творецът и други истории“ (1993)
- „През рекичката, през гората: Най-добрите разкази на Клифърд Саймък“ (1996)
- „Цивилизационната игра и други истории“ (1997)

### Не-фантастични
- „Слънчевата система: Нашия нов преден двор“ (1962)
- „Трилобайт, динозавър и човек: Историята на Земята“ (1965)
- „Чудо и слава: Историята на вселената“ (1969)
- „Праисторически човек: Историята на човешкия възход към цивилизация“ (1971)

### Редактирани книги
- „От атомите до безкрайността: Прочит на модерната наука“ (1965)
- „Походът на науката“ (1971)
- „История на наградите Небюла №6“ (1971)
- „Най-доброто от Астоундинг“ (1978)

### Филмови адаптации
- „Лека нощ, Господин Джеймс“ е адаптирана под заглавието „Двойникът“ за сериала „До краен предел“ през 1964 г. Саймък коментира, че това е „порочна история – толкова порочна, че е единствената ми история адаптирана за телевизията“.

## Награди

### Спечелени
- 1953 – Международна награда за фентъзи за най-добра фантастична книга – „Градът“
- 1959 – Награда Хюго за най-добра повест – „Големият преден двор“
- 1964 – Награда Хюго за най-добър роман – „Междинна станция“
- 1973 – Въведен в Залата на славата на Фърст Фендом
- 1976 – Мемориална награда Гранд Мастър на името на Деймън Найт
- 1978 – Награда Юпитер за най-добър роман – „Наследството на звездите“
- 1981 – Награда Небюла за най-добър разказ – „Пещерата на танцуващите елени“
- 1981 – Награда Хюго за най-добър разказ – „Пещерата на танцуващите елени“
- 1981 – Награда Локус за най-добър разказ – „Пещерата на танцуващите елени“
- 1988 – Награда Брам Стокър за цялостен принос

### Номинации
- 1962 – за награда Хюго за най-добър роман – „Времето е най-простото нещо“
- 1965 – за Награда Небюла за най-добър роман – „Всичко живо е трева“
- 1965 – за награда Небюла за най-добър разказ – „През рекичката, през гората“
- 1969 – за награда Хюго за най-добър роман – „Резерватът на таласъмите“
- 1970 – за награда Небюла за най-добра повест – „Нещото в камъка“
- 1971 – за награда Хюго за най-добра повест – „Нещото в камъка“
- 1972 – за награда Хюго за най-добър разказ – „Есенната земя“
- 1973 – за награда Хюго за най-добър роман – „Изборът на богове“
- 1974 – за награда Хюго за най-добър разказ – „Хангар за строителна техника“
- 1982 – за награда Хюго за най-добър роман – „Проект „Папа“